# أم سدرة (المجمعة)
أم سدرة، هي قرية من فئة (ب) تقع في محافظة المجمعة، والتابعة لمنطقة الرياض في السعودية. وتبعد أم سدرة عن محافظة المجمعة بمسافة تقارب (35) كم.